# ناوشکن کلاس بنهام
دیسترویر کلاس بنهام (به انگلیسی: Benham-class destroyer) یک کلاس از کشتی است که طول آن ۳۴۰ فوت ۹ اینچ (۱۰۳٫۸۶ متر) می‌باشد.